# 薩克斯勒 (密西西比州)
薩克斯勒（英語：Thaxler）是位於美國密西西比州史密斯縣的非建制地區。

## 地理
薩克斯勒所處的海拔為高於海平面173米（即568英呎），而該地所採用的時區為UTC-6，即北美中部時區（CST）。同時該地設有夏令時間，為UTC-6調快一小時，即UTC-5（CDT）。